# Kelvin Snoeks
Kelvin Manuel Mathijs Snoeks (ur. 12 września 1987 roku w Haarlem) – holenderski kierowca wyścigowy.

## Kariera
Snoeks rozpoczął karierę w wyścigach samochodowych w 2007 roku od startów w Północnoeuropejskim Pucharze Formuły Renault 2.0. Z dorobkiem 52 punktów uplasował się tam na 26 pozycji w klasyfikacji generalnej. Rok później w tej serii był dziesiąty. W późniejszych latach pojawiał się także w stawce Szwedzkiej Formuły Renault, International Formula Master, Formuły 2, Benelux Radical Cup, HDI-Gerling Dutch GT Championship, Mégane Trophy Eurocup oraz Avon Tyres GT4 Trophy.
W Mistrzostwach Formuły 2 startował w latach 2010-2011. Tylko w pierwszym sezonie startów stanął na podium. Uzbierane odpowiednio 48 i 40 punktów pozwoliło mu zająć odpowiednio trzynaste i dziesiąte miejsce w końcowej klasyfikacji kierowców.

## Statystyki
| Sezon | Seria                                         | Zespół                         | Wyścigi | Zwycięstwa | PP | NO | Podium | Punkty | Pozycja |
| ----- | --------------------------------------------- | ------------------------------ | ------- | ---------- | -- | -- | ------ | ------ | ------- |
| 2007  | Północnoeuropejski Puchar Formuły Renault 2.0 | AR Motorsport                  | 16      | 0          | 0  | 0  | 0      | 52     | 26      |
| 2008  | Północnoeuropejski Puchar Formuły Renault 2.0 | AR Motorsport                  | 16      | 0          | 0  | 0  | 0      | 140    | 9       |
| 2009  | International Formula Master                  | AR Motorsport                  | 16      | 0          | 0  | 0  | 0      | 0      | 20      |
| 2009  | Szwedzka Formuła Renault                      | AR Motorsport                  | 2       | 0          | 0  | 0  | 0      | 5      | 15      |
| 2010  | Północnoeuropejski Puchar Formuły Renault 2.0 | KEO Racing                     | 2       | 0          | 0  | 0  | 1      | 20     | 30      |
| 2010  | Formuła 2                                     | MotorSport Vision              | 16      | 0          | 0  | 0  | 1      | 48     | 13      |
| 2011  | Benelux Radical SportscarsCup                 | Radical Sportscars             | 2       | 0          | 0  | 0  | 2      |        |         |
| 2011  | Formuła 2                                     | MotorSport Vision              | 6       | 0          | 0  | 0  | 0      | 40     | 10      |
| 2012  | Mégane Trophy Eurocup                         | TDS Racing                     | 14      | 0          | 0  | 0  | 2      | 82     | 6       |
| 2012  | HDI-Gerling Dutch GT Championship             | HDI-Gerling - Ekris Motorsport | 12      | 1          | 0  | 0  | 2      | 53     | 12      |
| 2013  | Mégane Trophy Eurocup                         | Oregon Team                    | 14      | 0          | 0  | 1  | 5      | 129    | 4       |
| 2013  | HDI-Gerling Dutch GT                          | Day V Tec                      | 0       | 0          | 0  | 0  | 0      | 0      | NS      |
| 2013  | Avon Tyres GT4 Trophy                         | HDI Gerling                    | 6       | 1          | 0  | 0  | 2      | 0      | NS†     |

† – Snoeks nie był zaliczany do klasyfikacji